# 저메인 메이슨
저메인 메이슨(영어: Germaine Mason, 1983년 1월 20일 ~ 2017년 4월 20일)은 자메이카에서 태어난 영국의 육상 선수로 주 종목은 높이뛰기이다. 2006년까지 자메이카 국가대표 선수로 뛰었으며, 2008년에는 영국 대표로 2008년 하계 올림픽에 참가하여 은메달을 획득했다.

## 경력
메이슨은 2000년과 2002년 세계 주니어 육상 선수권 대회에서 각각 은메달과 동메달을 땄다.  시니어 수준에서 그의 첫 메달은 2.34m의 개인 최고 기록을 성취하여 금메달을 획득한 산토도밍고에서 열린 2003년 팬아메리칸 게임에서 왔다.  같은 해에 열린 세계 육상 선수권 대회에서 그는 5위를 하였다.
다음 시즌들은 자신이 2.25m(2004년)와 2.27m(2005년)로 떨어뜨린 것을 보았으나 2.25m는 2004년 세계 실내 선수권에서 동메달을 따는 데 충분하였다.  그 메달은 야로슬라프 바바와 슈테판 바실라체와 공동으로 획득되었다.
자신의 부친이 런던에서 태어난 이유로 메이슨은 영국을 대표할 수 있었다.  그의 모친은 충성을 전향시키는 데 설득하였고 메이슨의 국적 변화는 2006년 IAAF에 의하여 비준되었다.
메이슨은 2008년 8월 19일 베이징 올림픽에서 영국을 위하여 은메달을 땄다. 그는 2.34m의 개인 최고 기록을 동일하게 하여 2.36m와 함께 러시아의 안드레이 실노프 만에 의하여 꺾였다.  그 일은 올림픽에서 영국의 첫 높이뛰기 메달이었다.
2017년 4월 20일에 자메이카에서 오토바이를 타다가 교통 사고로 사망했다.